# Eric H. Thiman
Eric Harding Thiman, född 12 september 1900 i Ashford i Kent, död 13 februari 1975 i London, var en brittisk kompositör och organist.